# Лазуліт

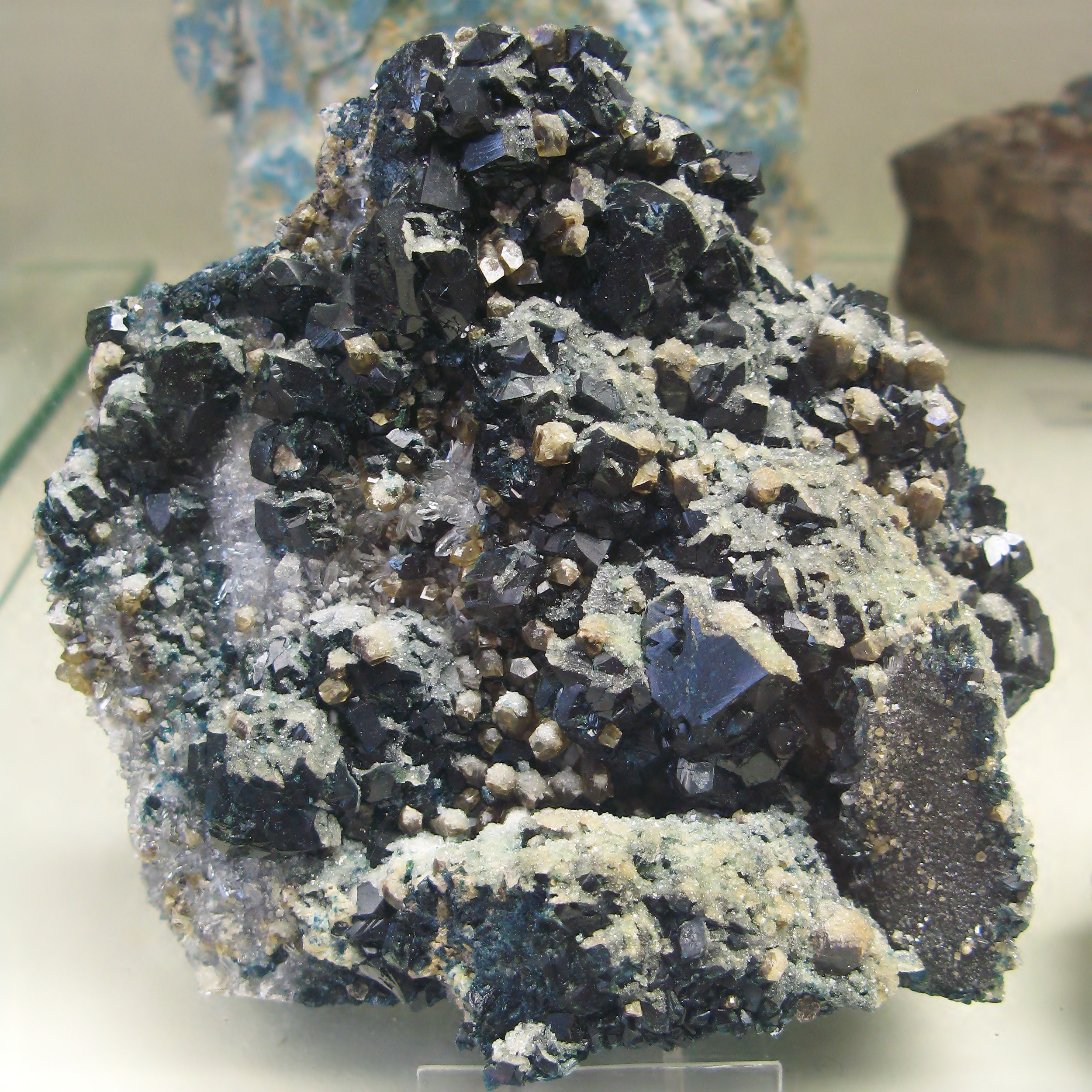
Лазуліт, сидерит, кварц. Юкон, Канада

Лазуліт (рос. лазулит; англ. lazulite; нім. Lasulith m) — мінерал, основний фосфат магнію, заліза й алюмінію острівної будови.

## Загальний опис
Хімічна формула: (Mg, Fe2+) Al2(OH)2 [PO4]2.
Склад змінюється від магніїстого члена, власне лазуліту, — MgAl2(OH)2 [PO4]2 до залізистого члена, скорцаліту — FeAl (OH)2 [PO4]2 (у %): MgO — 0 – 13,34; FeO — 0 – 21,53; Al2O3 — 30,54 — 33,73; H2O — 5,40 — 5,96; P2O5 — 42,53 — 46,96.
Сингонія моноклінна.
Призматичний вид.
Форми виділення: гостропірамідальні кристали або зернисті агрегати. Полісинтетичні двійники.
Спайність ясна.
Густина 3,08.
Твердість 5,5 — 6,5.
Колір небесно-блакитний, густо-синій.
Блиск скляний.
Риса біла.
Зустрічається в кварцитах і подібних до них метаморфічних породах, у кварцових і пегматитових жилах, а також у розсипах. Асоціюється з кіанітом, андалузитом, корундом і рутилом. Рідкісний. Типові кристали знайдені у Церматті, Валє (Швейцарія), у Зальцбурзі (Австрія), у Даттасі (штат Мінас-Жерайс, Бразилія), на горі Грейвс (штат Джорджія, США). Використовується як виробний камінь.
Назва походить від арабського «азул» — небо, лазур або «лазавард» — блакитний камінь, M.H.Klaproth, 1795.

## Різновиди
- лазуліт залізистий (те саме, що скорцаліт);
- лазуліт кальціїстий (Th.L.Warson, 1912. Різновид лазуліту з Канади, який містить 3,12 % CaO).